# 500 Milhas de Indianápolis de 2008
As 500 Milhas de Indianápolis de 2008 foi a 92ª edição da prova e a quinta corrida da temporada de 2008 da IndyCar Series.  A corrida foi disputada no dia 25 de maio no Indianapolis Motor Speedway, localizado na cidade de Speedway, Indiana, sendo a primeira após a unificação entre a IndyCar Series e a Champ Car. O vencedor foi o neozelandês Scott Dixon, da equipe Chip Ganassi Racing.

## Programação
| Maio - 2008                       | Maio - 2008                       | Maio - 2008    | Maio - 2008    | Maio - 2008    | Maio - 2008    | Maio - 2008             |
| Domingo                           | Segunda                           | Terça          | Quarta         | Quinta         | Sexta          | Sábado                  |
| 4                                 | 5                                 | 6              | 7              | 8              | 9              | 10                      |
| --------------------------------- | --------------------------------- | -------------- | -------------- | -------------- | -------------- | ----------------------- |
| Treino e orientação aos "novatos" | Treino e orientação aos "novatos" | Treinos livres | Treinos livres | Treinos livres | Fast Friday    | Pole Day                |
| 11                                | 12                                | 13             | 14             | 15             | 16             | 17                      |
| Classificação (12º-22º)           |                                   |                | Treinos livres | Treinos livres | Treinos livres | Classificação (23º-33º) |
| 18                                | 19                                | 20             | 21             | 22             | 23             | 24                      |
| Bump Day                          |                                   |                |                |                | Carb Day       |                         |
| 25                                | 26                                | 27             | 28             | 29             | 30             | 31                      |
| Corrida                           |                                   |                |                |                |                |                         |

| Legenda | Legenda                  |
| ------- | ------------------------ |
|         | Corrida                  |
|         | Treinos classificatórios |
|         | Treinos livres           |
|         | Outras atividades        |
|         | Sem atividade            |
|         | Treinos cancelados       |

## Pilotos e Equipes
| Nº        | Piloto               | Equipe                          | Chassis | Motor | Pneu |
| --------- | -------------------- | ------------------------------- | ------- | ----- | ---- |
| 2         | A. J. Foyt IV        | Vision Racing                   | Dallara | Honda | F    |
| 3         | Hélio Castroneves    | Team Penske                     | Dallara | Honda | F    |
| 4         | Vitor Meira          | Panther Racing                  | Dallara | Honda | F    |
| 5         | Oriol Servià (R)     | KV Racing Technology            | Dallara | Honda | F    |
| 6         | Ryan Briscoe         | Team Penske                     | Dallara | Honda | F    |
| 7         | Danica Patrick       | Andretti-Green Racing           | Dallara | Honda | F    |
| 8         | Will Power (R)       | KV Racing Technology            | Dallara | Honda | F    |
| 9         | Scott Dixon          | Chip Ganassi Racing             | Dallara | Honda | F    |
| 10        | Dan Wheldon          | Chip Ganassi Racing             | Dallara | Honda | F    |
| 11        | Tony Kanaan          | Andretti-Green Racing           | Dallara | Honda | F    |
| 12        | Tomas Scheckter      | Luczo Dragon Racing             | Dallara | Honda | F    |
| 14        | Darren Manning       | A. J. Foyt Enterprises          | Dallara | Honda | F    |
| 15        | Buddy Rice           | Dreyer & Reinbold Racing        | Dallara | Honda | F    |
| 16        | Alex Lloyd (R)       | Rahal Letterman Racing          | Dallara | Honda | F    |
| 17        | Ryan Hunter-Reay     | Rahal Letterman Racing          | Dallara | Honda | F    |
| 18        | Bruno Junqueira      | Dale Coyne Racing               | Dallara | Honda | F    |
| 19        | Mario Moraes (R)     | Dale Coyne Racing               | Dallara | Honda | F    |
| 20        | Ed Carpenter         | Vision Racing                   | Dallara | Honda | F    |
| 21        | Phil Giebler         | American Dream Motorsports      | Panoz   | Honda | F    |
| 22        | Davey Hamilton       | Vision Racing                   | Dallara | Honda | F    |
| 23        | Milka Duno           | Dreyer & Reinbold Racing        | Dallara | Honda | F    |
| 24        | John Andretti        | Roth Racing                     | Dallara | Honda | F    |
| 25        | Marty Roth           | Roth Racing                     | Dallara | Honda | F    |
| 26        | Marco Andretti       | Andretti-Green Racing           | Dallara | Honda | F    |
| 27        | Hideki Mutoh (R)     | Andretti-Green Racing           | Dallara | Honda | F    |
| 33        | E. J. Viso (R)       | HVM Racing                      | Dallara | Honda | F    |
| 34        | Jaime Câmara (R)     | Conquest Racing                 | Dallara | Honda | F    |
| 36        | Enrique Bernoldi (R) | Conquest Racing                 | Dallara | Honda | F    |
| 41        | Jeff Simmons         | A. J. Foyt Enterprises          | Dallara | Honda | F    |
| 44        | Max Papis            | Rubicon Race Team               | Dallara | Honda | F    |
| 67        | Sarah Fisher         | Sarah Fisher Racing             | Dallara | Honda | F    |
| 91        | Buddy Lazier         | Hemelgarn Johnson Racing        | Dallara | Honda | F    |
| 96        | Mario Dominguez (R)  | Pacific Coast Motorsports       | Dallara | Honda | F    |
| 98        | Roger Yasukawa       | CURB/Agajanian/Beck Motorsports | Dallara | Honda | F    |
| 99        | Townsend Bell        | Dreyer & Reinbold Racing        | Dallara | Honda | F    |
| 02        | Justin Wilson (R)    | Newman/Haas/Lanigan Racing      | Dallara | Honda | F    |
| 06        | Graham Rahal (R)     | Newman/Haas/Lanigan Racing      | Dallara | Honda | F    |
| Relatório |                      |                                 |         |       |      |

- (R) - Rookie

## Treino e orientação aos "novatos"

### Treinos - 4 de maio
| Treino - 4 de maio | Treino - 4 de maio | Treino - 4 de maio   | Treino - 4 de maio         | Treino - 4 de maio |
| Pos | Nº                 | Piloto               | Equipe                     | Tempo              |
| --- | ------------------ | -------------------- | -------------------------- | ------------------ |
| 1 | 8                  | Will Power (R)       | KV Racing Technology       | 0:40.7804          |
| 2 | 33                 | E. J. Viso (R)       | HVM Racing                 | 0:40.8265          |
| 3 | 5                  | Oriol Servià (R)     | KV Racing Technology       | 0:40.8902          |
| 4 | 16                 | Alex Lloyd (R)       | Rahal Letterman Racing     | 0:40.9158          |
| 5 | 27                 | Hideki Mutoh         | Andretti-Green Racing      | 0:40.9418          |
| \| Ver tabela completa (6ª-13ª posição) \| Ver tabela completa (6ª-13ª posição) \| Ver tabela completa (6ª-13ª posição) \| Ver tabela completa (6ª-13ª posição) \| Ver tabela completa (6ª-13ª posição) \| \| Pos \| Nº \| Piloto \| Equipe \| Tempo \| \| ------------------------------------ \| ------------------------------------ \| ------------------------------------ \| ------------------------------------ \| ------------------------------------ \| \| 6 \| 17T \| Ryan Hunter-Reay \| Rahal Letterman Racing \| 0:40.9468 \| \| 7 \| 34 \| Jaime Câmara (R) \| Conquest Racing \| 0:41.0631 \| \| 8 \| 06 \| Graham Rahal (R) \| Newman/Haas/Lanigan Racing \| 0:41.1675 \| \| 9 \| 02 \| Justin Wilson (R) \| Newman/Haas/Lanigan Racing \| 0:41.2576 \| \| 10 \| 36T \| Enrique Bernoldi (R) \| Conquest Racing \| 0:41.4102 \| \| 11 \| 24T \| Jay Howard \| Roth Racing \| 0:41.4275 \| \| 12 \| 44 \| Max Papis \| Rubicon Race Team \| 0:42.0427 \| \| 13 \| 19 \| Mario Moraes (R) \| Dale Coyne Racing \| 0:48.2717 \| |                    |                      |                            |                    |
| Relatório[ligação inativa] |                    |                      |                            |                    |
| Ver tabela completa (6ª-13ª posição) |                    |                      |                            |                    |
| Pos | Nº                 | Piloto               | Equipe                     | Tempo              |
| 6 | 17T                | Ryan Hunter-Reay     | Rahal Letterman Racing     | 0:40.9468          |
| 7 | 34                 | Jaime Câmara (R)     | Conquest Racing            | 0:41.0631          |
| 8 | 06                 | Graham Rahal (R)     | Newman/Haas/Lanigan Racing | 0:41.1675          |
| 9 | 02                 | Justin Wilson (R)    | Newman/Haas/Lanigan Racing | 0:41.2576          |
| 10 | 36T                | Enrique Bernoldi (R) | Conquest Racing            | 0:41.4102          |
| 11 | 24T                | Jay Howard           | Roth Racing                | 0:41.4275          |
| 12 | 44                 | Max Papis            | Rubicon Race Team          | 0:42.0427          |
| 13 | 19                 | Mario Moraes (R)     | Dale Coyne Racing          | 0:48.2717          |

- (R) - Rookie

### Treinos - 5 de maio
| Treino - 5 de maio | Treino - 5 de maio | Treino - 5 de maio   | Treino - 5 de maio         | Treino - 5 de maio |
| Pos | Nº                 | Piloto               | Equipe                     | Tempo              |
| --- | ------------------ | -------------------- | -------------------------- | ------------------ |
| 1 | 16                 | Alex Lloyd (R)       | Rahal Letterman Racing     | 0:40.3528          |
| 2 | 27                 | Hideki Mutoh         | Andretti-Green Racing      | 0:40.4313          |
| 3 | 8                  | Will Power (R)       | KV Racing Technology       | 0:40.4918          |
| 4 | 5                  | Oriol Servià (R)     | KV Racing Technology       | 0:40.5243          |
| 5 | 06                 | Graham Rahal (R)     | Newman/Haas/Lanigan Racing | 0:40.6954          |
| \| Ver tabela completa (6ª-16ª posição) \| Ver tabela completa (6ª-16ª posição) \| Ver tabela completa (6ª-16ª posição) \| Ver tabela completa (6ª-16ª posição) \| Ver tabela completa (6ª-16ª posição) \| \| Pos \| Nº \| Piloto \| Equipe \| Tempo \| \| ------------------------------------ \| ------------------------------------ \| ------------------------------------ \| ------------------------------------ \| ------------------------------------ \| \| 6 \| 02 \| Justin Wilson (R) \| Newman/Haas/Lanigan Racing \| 0:40.7187 \| \| 7 \| 17T \| Ryan Hunter-Reay \| Rahal Letterman Racing \| 0:40.7537 \| \| 8 \| 36T \| Enrique Bernoldi (R) \| Conquest Racing \| 0:40.8507 \| \| 9 \| 18 \| Bruno Junqueira \| Dale Coyne Racing \| 0:40.8555 \| \| 10 \| 22 \| Davey Hamilton \| Vision Racing \| 0:40.9276 \| \| 11 \| 33 \| E. J. Viso (R) \| HVM Racing \| 0:40.9915 \| \| 12 \| 44 \| Max Papis \| Rubicon Race Team \| 0:41.0770 \| \| 13 \| 34 \| Jaime Câmara (R) \| Conquest Racing \| 0:41.2345 \| \| 14 \| 19 \| Mario Moraes (R) \| Dale Coyne Racing \| 0:41.7409 \| \| 15 \| 24T \| Jay Howard \| Roth Racing \| 0:41.9390 \| \| 16 \| 96 \| Mario Dominguez (R) \| Pacific Coast Motorsports \| 0:41.9858 \| |                    |                      |                            |                    |
| Relatório[ligação inativa] |                    |                      |                            |                    |
| Ver tabela completa (6ª-16ª posição) |                    |                      |                            |                    |
| Pos | Nº                 | Piloto               | Equipe                     | Tempo              |
| 6 | 02                 | Justin Wilson (R)    | Newman/Haas/Lanigan Racing | 0:40.7187          |
| 7 | 17T                | Ryan Hunter-Reay     | Rahal Letterman Racing     | 0:40.7537          |
| 8 | 36T                | Enrique Bernoldi (R) | Conquest Racing            | 0:40.8507          |
| 9 | 18                 | Bruno Junqueira      | Dale Coyne Racing          | 0:40.8555          |
| 10 | 22                 | Davey Hamilton       | Vision Racing              | 0:40.9276          |
| 11 | 33                 | E. J. Viso (R)       | HVM Racing                 | 0:40.9915          |
| 12 | 44                 | Max Papis            | Rubicon Race Team          | 0:41.0770          |
| 13 | 34                 | Jaime Câmara (R)     | Conquest Racing            | 0:41.2345          |
| 14 | 19                 | Mario Moraes (R)     | Dale Coyne Racing          | 0:41.7409          |
| 15 | 24T                | Jay Howard           | Roth Racing                | 0:41.9390          |
| 16 | 96                 | Mario Dominguez (R)  | Pacific Coast Motorsports  | 0:41.9858          |

- (R) - Rookie

## Treinos livres (1ª semana)

### Treinos - 6 de maio
- (R) - Rookie

- Os pilotos Hélio Castroneves e Vitor Meira utilizaram dois carros durante os treinos.

### Treinos - 7 de maio
O treino que estava previsto para começar as 12:00, foi cancelado devido a chuva.

### Treinos - 8 de maio
Pelo segundo dia consecutivo, a chuva cancela os treinos em Indianápolis.

### Fast Friday - 9 de maio
O Fast Friday é o apelido do treino do dia que antecede o Pole Day. Neste ano aconteceu no dia 9 de maio.
| Fast Friday - 9 de maio | Fast Friday - 9 de maio | Fast Friday - 9 de maio | Fast Friday - 9 de maio    | Fast Friday - 9 de maio |
| Pos | Nº                      | Piloto                  | Equipe                     | Tempo                   |
| --- | ----------------------- | ----------------------- | -------------------------- | ----------------------- |
| 1 | 9                       | Scott Dixon             | Chip Ganassi Racing        | 0:39.6531               |
| 2 | 26                      | Marco Andretti          | Andretti-Green Racing      | 0:39.6983               |
| 3 | 11                      | Tony Kanaan             | Andretti-Green Racing      | 0:39.7022               |
| 4 | 6                       | Ryan Briscoe            | Team Penske                | 0:39.7978               |
| 5 | 27                      | Hideki Mutoh            | Andretti-Green Racing      | 0:39.8247               |
| \| Ver tabela completa (6ª-33ª posição) \| Ver tabela completa (6ª-33ª posição) \| Ver tabela completa (6ª-33ª posição) \| Ver tabela completa (6ª-33ª posição) \| Ver tabela completa (6ª-33ª posição) \| \| Pos \| Nº \| Piloto \| Equipe \| Tempo \| \| ------------------------------------ \| ------------------------------------ \| ------------------------------------ \| ------------------------------------ \| ------------------------------------ \| \| 6 \| 10 \| Dan Wheldon \| Chip Ganassi Racing \| 0:39.8806 \| \| 7 \| 4T \| Vitor Meira \| Panther Racing \| 0:40.0336 \| \| 8 \| 7 \| Danica Patrick \| Andretti-Green Racing \| 0:40.0456 \| \| 9 \| 12 \| Tomas Scheckter \| Luczo Dragon Racing \| 0:40.0512 \| \| 10 \| 17 \| Ryan Hunter-Reay \| Rahal Letterman Racing \| 0:40.1561 \| \| 11 \| 3 \| Hélio Castroneves \| Team Penske \| 0:40.1757 \| \| 12 \| 15 \| Buddy Rice \| Dreyer & Reinbold Racing \| 0:40.2517 \| \| 13 \| 16 \| Alex Lloyd (R) \| Rahal Letterman Racing \| 0:40.2596 \| \| 14 \| 99 \| Townsend Bell \| Dreyer & Reinbold Racing \| 0:40.2653 \| \| 15 \| 06 \| Graham Rahal (R) \| Newman/Haas/Lanigan Racing \| 0:40.3061 \| \| 16 \| 5 \| Oriol Servià (R) \| KV Racing Technology \| 0:40.3545 \| \| 17 \| 2 \| A. J. Foyt IV \| Vision Racing \| 0:40.3623 \| \| 18 \| 14 \| Darren Manning \| A. J. Foyt Enterprises \| 0:40.4040 \| \| 19 \| 20 \| Ed Carpenter \| Vision Racing \| 0:40.4387 \| \| 20 \| 02 \| Justin Wilson (R) \| Newman/Haas/Lanigan Racing \| 0:40.4569 \| \| 21 \| 8 \| Will Power (R) \| KV Racing Technology \| 0:40.4839 \| \| 22 \| 33 \| E. J. Viso (R) \| HVM Racing \| 0:40.5232 \| \| 23 \| 67 \| Sarah Fisher \| Sarah Fisher Racing \| 0:40.5446 \| \| 24 \| 22 \| Davey Hamilton \| Vision Racing \| 0:40.7192 \| \| 25 \| 18 \| Bruno Junqueira \| Dale Coyne Racing \| 0:40.7382 \| \| 26 \| 44 \| Max Papis \| Rubicon Race Team \| 0:40.8294 \| \| 27 \| 25 \| Marty Roth \| Roth Racing \| 0:41.0456 \| \| 28 \| 23 \| Milka Duno \| Dreyer & Reinbold Racing \| 0:41.0902 \| \| 29 \| 24 \| Jay Howard \| Roth Racing \| 0:41.1013 \| \| 30 \| 19 \| Mario Moraes (R) \| Dale Coyne Racing \| 0:41.2290 \| \| 31 \| 96 \| Mario Dominguez (R) \| Pacific Coast Motorsports \| 0:41.3000 \| \| 32 \| 36T \| Jaime Câmara (R) \| Conquest Racing \| 0:41.6400 \| \| 33 \| 36 \| Enrique Bernoldi (R) \| Conquest Racing \| 0:41.8979 \| |                         |                         |                            |                         |
| Relatório[ligação inativa] |                         |                         |                            |                         |
| Ver tabela completa (6ª-33ª posição) |                         |                         |                            |                         |
| Pos | Nº                      | Piloto                  | Equipe                     | Tempo                   |
| 6 | 10                      | Dan Wheldon             | Chip Ganassi Racing        | 0:39.8806               |
| 7 | 4T                      | Vitor Meira             | Panther Racing             | 0:40.0336               |
| 8 | 7                       | Danica Patrick          | Andretti-Green Racing      | 0:40.0456               |
| 9 | 12                      | Tomas Scheckter         | Luczo Dragon Racing        | 0:40.0512               |
| 10 | 17                      | Ryan Hunter-Reay        | Rahal Letterman Racing     | 0:40.1561               |
| 11 | 3                       | Hélio Castroneves       | Team Penske                | 0:40.1757               |
| 12 | 15                      | Buddy Rice              | Dreyer & Reinbold Racing   | 0:40.2517               |
| 13 | 16                      | Alex Lloyd (R)          | Rahal Letterman Racing     | 0:40.2596               |
| 14 | 99                      | Townsend Bell           | Dreyer & Reinbold Racing   | 0:40.2653               |
| 15 | 06                      | Graham Rahal (R)        | Newman/Haas/Lanigan Racing | 0:40.3061               |
| 16 | 5                       | Oriol Servià (R)        | KV Racing Technology       | 0:40.3545               |
| 17 | 2                       | A. J. Foyt IV           | Vision Racing              | 0:40.3623               |
| 18 | 14                      | Darren Manning          | A. J. Foyt Enterprises     | 0:40.4040               |
| 19 | 20                      | Ed Carpenter            | Vision Racing              | 0:40.4387               |
| 20 | 02                      | Justin Wilson (R)       | Newman/Haas/Lanigan Racing | 0:40.4569               |
| 21 | 8                       | Will Power (R)          | KV Racing Technology       | 0:40.4839               |
| 22 | 33                      | E. J. Viso (R)          | HVM Racing                 | 0:40.5232               |
| 23 | 67                      | Sarah Fisher            | Sarah Fisher Racing        | 0:40.5446               |
| 24 | 22                      | Davey Hamilton          | Vision Racing              | 0:40.7192               |
| 25 | 18                      | Bruno Junqueira         | Dale Coyne Racing          | 0:40.7382               |
| 26 | 44                      | Max Papis               | Rubicon Race Team          | 0:40.8294               |
| 27 | 25                      | Marty Roth              | Roth Racing                | 0:41.0456               |
| 28 | 23                      | Milka Duno              | Dreyer & Reinbold Racing   | 0:41.0902               |
| 29 | 24                      | Jay Howard              | Roth Racing                | 0:41.1013               |
| 30 | 19                      | Mario Moraes (R)        | Dale Coyne Racing          | 0:41.2290               |
| 31 | 96                      | Mario Dominguez (R)     | Pacific Coast Motorsports  | 0:41.3000               |
| 32 | 36T                     | Jaime Câmara (R)        | Conquest Racing            | 0:41.6400               |
| 33 | 36                      | Enrique Bernoldi (R)    | Conquest Racing            | 0:41.8979               |

- (R) - Rookie

### Treinos - 10 de maio
| Treino - 10 de maio | Treino - 10 de maio | Treino - 10 de maio  | Treino - 10 de maio        | Treino - 10 de maio |
| Pos | Nº                  | Piloto               | Equipe                     | Tempo               |
| --- | ------------------- | -------------------- | -------------------------- | ------------------- |
| 1 | 26                  | Marco Andretti       | Andretti-Green Racing      | 0:39.4187           |
| 2 | 10                  | Dan Wheldon          | Chip Ganassi Racing        | 0:39.6086           |
| 3 | 6                   | Ryan Briscoe         | Team Penske                | 0:39.6191           |
| 4 | 9                   | Scott Dixon          | Chip Ganassi Racing        | 0:39.6380           |
| 5 | 12                  | Tomas Scheckter      | Luczo Dragon Racing        | 0:39.6449           |
| \| Ver tabela completa (6ª-32ª posição) \| Ver tabela completa (6ª-32ª posição) \| Ver tabela completa (6ª-32ª posição) \| Ver tabela completa (6ª-32ª posição) \| Ver tabela completa (6ª-32ª posição) \| \| Pos \| Nº \| Piloto \| Equipe \| Tempo \| \| ------------------------------------ \| ------------------------------------ \| ------------------------------------ \| ------------------------------------ \| ------------------------------------ \| \| 6 \| 7 \| Danica Patrick \| Andretti-Green Racing \| 0:39.6970 \| \| 7 \| 3 \| Hélio Castroneves \| Team Penske \| 0:39.7393 \| \| 8 \| 11 \| Tony Kanaan \| Andretti-Green Racing \| 0:39.7393 \| \| 9 \| 27 \| Hideki Mutoh \| Andretti-Green Racing \| 0:39.8087 \| \| 10 \| 4T \| Vitor Meira \| Panther Racing \| 0:39.9321 \| \| 11 \| 20 \| Ed Carpenter \| Vision Racing \| 0:39.9799 \| \| 12 \| 99 \| Townsend Bell \| Dreyer & Reinbold Racing \| 0:40.1240 \| \| 13 \| 02 \| Justin Wilson (R) \| Newman/Haas/Lanigan Racing \| 0:40.1566 \| \| 14 \| 67 \| Sarah Fisher \| Sarah Fisher Racing \| 0:40.1608 \| \| 15 \| 06 \| Graham Rahal (R) \| Newman/Haas/Lanigan Racing \| 0:40.1726 \| \| 16 \| 2 \| A. J. Foyt IV \| Vision Racing \| 0:40.2410 \| \| 17 \| 17 \| Ryan Hunter-Reay \| Rahal Letterman Racing \| 0:40.2485 \| \| 18 \| 15 \| Buddy Rice \| Dreyer & Reinbold Racing \| 0:40.2507 \| \| 19 \| 14 \| Darren Manning \| A. J. Foyt Enterprises \| 0:40.2595 \| \| 20 \| 22 \| Davey Hamilton \| Vision Racing \| 0:40.2683 \| \| 21 \| 5 \| Oriol Servià (R) \| KV Racing Technology \| 0:40.2792 \| \| 22 \| 8 \| Will Power (R) \| KV Racing Technology \| 00:40.3401 \| \| 23 \| 18 \| Bruno Junqueira \| Dale Coyne Racing \| 0:40.4694 \| \| 24 \| 25 \| Marty Roth \| Roth Racing \| 00:40.5828 \| \| 25 \| 23 \| Milka Duno \| Dreyer & Reinbold Racing \| 0:40.5891 \| \| 26 \| 33 \| E. J. Viso (R) \| HVM Racing \| 0:40.6286 \| \| 27 \| 44 \| Max Papis \| Rubicon Race Team \| 0:40.6582 \| \| 28 \| 19 \| Mario Moraes (R) \| Dale Coyne Racing \| 0:40.7683 \| \| 29 \| 36 \| Enrique Bernoldi (R) \| Conquest Racing \| 0:40.7895 \| \| 30 \| 24 \| John Andretti \| Roth Racing \| 0:40.7906 \| \| 31 \| 96 \| Mario Dominguez (R) \| Pacific Coast Motorsports \| 0:40.7984 \| \| 32 \| 36T \| Jaime Câmara (R) \| Conquest Racing \| 0:40.9963 \| |                     |                      |                            |                     |
| Relatório |                     |                      |                            |                     |
| Ver tabela completa (6ª-32ª posição) |                     |                      |                            |                     |
| Pos | Nº                  | Piloto               | Equipe                     | Tempo               |
| 6 | 7                   | Danica Patrick       | Andretti-Green Racing      | 0:39.6970           |
| 7 | 3                   | Hélio Castroneves    | Team Penske                | 0:39.7393           |
| 8 | 11                  | Tony Kanaan          | Andretti-Green Racing      | 0:39.7393           |
| 9 | 27                  | Hideki Mutoh         | Andretti-Green Racing      | 0:39.8087           |
| 10 | 4T                  | Vitor Meira          | Panther Racing             | 0:39.9321           |
| 11 | 20                  | Ed Carpenter         | Vision Racing              | 0:39.9799           |
| 12 | 99                  | Townsend Bell        | Dreyer & Reinbold Racing   | 0:40.1240           |
| 13 | 02                  | Justin Wilson (R)    | Newman/Haas/Lanigan Racing | 0:40.1566           |
| 14 | 67                  | Sarah Fisher         | Sarah Fisher Racing        | 0:40.1608           |
| 15 | 06                  | Graham Rahal (R)     | Newman/Haas/Lanigan Racing | 0:40.1726           |
| 16 | 2                   | A. J. Foyt IV        | Vision Racing              | 0:40.2410           |
| 17 | 17                  | Ryan Hunter-Reay     | Rahal Letterman Racing     | 0:40.2485           |
| 18 | 15                  | Buddy Rice           | Dreyer & Reinbold Racing   | 0:40.2507           |
| 19 | 14                  | Darren Manning       | A. J. Foyt Enterprises     | 0:40.2595           |
| 20 | 22                  | Davey Hamilton       | Vision Racing              | 0:40.2683           |
| 21 | 5                   | Oriol Servià (R)     | KV Racing Technology       | 0:40.2792           |
| 22 | 8                   | Will Power (R)       | KV Racing Technology       | 00:40.3401          |
| 23 | 18                  | Bruno Junqueira      | Dale Coyne Racing          | 0:40.4694           |
| 24 | 25                  | Marty Roth           | Roth Racing                | 00:40.5828          |
| 25 | 23                  | Milka Duno           | Dreyer & Reinbold Racing   | 0:40.5891           |
| 26 | 33                  | E. J. Viso (R)       | HVM Racing                 | 0:40.6286           |
| 27 | 44                  | Max Papis            | Rubicon Race Team          | 0:40.6582           |
| 28 | 19                  | Mario Moraes (R)     | Dale Coyne Racing          | 0:40.7683           |
| 29 | 36                  | Enrique Bernoldi (R) | Conquest Racing            | 0:40.7895           |
| 30 | 24                  | John Andretti        | Roth Racing                | 0:40.7906           |
| 31 | 96                  | Mario Dominguez (R)  | Pacific Coast Motorsports  | 0:40.7984           |
| 32 | 36T                 | Jaime Câmara (R)     | Conquest Racing            | 0:40.9963           |

- (R) - Rookie

## Treinos livres (2ª semana)

### Treinos - 14 de maio
| Treino - 14 de maio | Treino - 14 de maio | Treino - 14 de maio  | Treino - 14 de maio             | Treino - 14 de maio |
| Pos | Nº                  | Piloto               | Equipe                          | Tempo               |
| --- | ------------------- | -------------------- | ------------------------------- | ------------------- |
| 1 | 9                   | Scott Dixon          | Chip Ganassi Racing             | 0:40.3889           |
| 2 | 10                  | Dan Wheldon          | Chip Ganassi Racing             | 0:40.3931           |
| 3 | 26                  | Marco Andretti       | Andretti-Green Racing           | 0:40.3948           |
| 4 | 27                  | Hideki Mutoh         | Andretti-Green Racing           | 0:40.5647           |
| 5 | 7                   | Danica Patrick       | Andretti-Green Racing           | 0:40.5985           |
| \| Ver tabela completa (6ª-29ª posição) \| Ver tabela completa (6ª-29ª posição) \| Ver tabela completa (6ª-29ª posição) \| Ver tabela completa (6ª-29ª posição) \| Ver tabela completa (6ª-29ª posição) \| \| Pos \| Nº \| Piloto \| Equipe \| Tempo \| \| ------------------------------------ \| ------------------------------------ \| ------------------------------------ \| ------------------------------------ \| ------------------------------------ \| \| 6 \| 24 \| John Andretti \| Roth Racing \| 0:40.6530 \| \| 7 \| 15 \| Buddy Rice \| Dreyer & Reinbold Racing \| 0:40.8577 \| \| 8 \| 36 \| Enrique Bernoldi (R) \| Conquest Racing \| 0:40.8896 \| \| 9 \| 99 \| Townsend Bell \| Dreyer & Reinbold Racing \| 0:40.9053 \| \| 10 \| 18 \| Bruno Junqueira \| Dale Coyne Racing \| 0:40.9126 \| \| 11 \| 8 \| Will Power (R) \| KV Racing Technology \| 0:40.9178 \| \| 12 \| 5 \| Oriol Servià (R) \| KV Racing Technology \| 0:40.9285 \| \| 13 \| 44 \| Max Papis \| Rubicon Race Team \| 0:40.9736 \| \| 14 \| 20T \| Ed Carpenter \| Vision Racing \| 0:40.9752 \| \| 15 \| 14 \| Darren Manning \| A. J. Foyt Enterprises \| 0:40.9875 \| \| 16 \| 2 \| A. J. Foyt IV \| Vision Racing \| 0:40.9966 \| \| 17 \| 96 \| Mario Dominguez (R) \| Pacific Coast Motorsports \| 0:41.0361 \| \| 18 \| 16 \| Alex Lloyd (R) \| Rahal Letterman Racing \| 0:41.0621 \| \| 19 \| 67 \| Sarah Fisher \| Sarah Fisher Racing \| 0:41.1679 \| \| 20 \| 34 \| Jaime Câmara (R) \| Conquest Racing \| 0:41.2077 \| \| 21 \| 06 \| Graham Rahal (R) \| Newman/Haas/Lanigan Racing \| 0:41.2590 \| \| 22 \| 41 \| Jeff Simmons \| A. J. Foyt Enterprises \| 0:41.4925 \| \| 23 \| 02 \| Justin Wilson (R) \| Newman/Haas/Lanigan Racing \| 0:41.9069 \| \| 24 \| 25 \| Marty Roth \| Roth Racing \| 0:42.1168 \| \| 25 \| 98 \| Roger Yasukawa \| CURB/Agajanian/Beck Motorsports \| 0:42.3831 \| \| 26 \| 19 \| Mario Moraes (R) \| Dale Coyne Racing \| 0:47.0991 \| \| 27 \| 17T \| Ryan Hunter-Reay \| Rahal Letterman Racing \| 1:23.7011 \| \| 28 \| 33 \| E. J. Viso (R) \| HVM Racing \| 1:24.9641 \| \| 29 \| 23 \| Milka Duno \| Dreyer & Reinbold Racing \| 1:46.7764 \| |                     |                      |                                 |                     |
| Relatório |                     |                      |                                 |                     |
| Ver tabela completa (6ª-29ª posição) |                     |                      |                                 |                     |
| Pos | Nº                  | Piloto               | Equipe                          | Tempo               |
| 6 | 24                  | John Andretti        | Roth Racing                     | 0:40.6530           |
| 7 | 15                  | Buddy Rice           | Dreyer & Reinbold Racing        | 0:40.8577           |
| 8 | 36                  | Enrique Bernoldi (R) | Conquest Racing                 | 0:40.8896           |
| 9 | 99                  | Townsend Bell        | Dreyer & Reinbold Racing        | 0:40.9053           |
| 10 | 18                  | Bruno Junqueira      | Dale Coyne Racing               | 0:40.9126           |
| 11 | 8                   | Will Power (R)       | KV Racing Technology            | 0:40.9178           |
| 12 | 5                   | Oriol Servià (R)     | KV Racing Technology            | 0:40.9285           |
| 13 | 44                  | Max Papis            | Rubicon Race Team               | 0:40.9736           |
| 14 | 20T                 | Ed Carpenter         | Vision Racing                   | 0:40.9752           |
| 15 | 14                  | Darren Manning       | A. J. Foyt Enterprises          | 0:40.9875           |
| 16 | 2                   | A. J. Foyt IV        | Vision Racing                   | 0:40.9966           |
| 17 | 96                  | Mario Dominguez (R)  | Pacific Coast Motorsports       | 0:41.0361           |
| 18 | 16                  | Alex Lloyd (R)       | Rahal Letterman Racing          | 0:41.0621           |
| 19 | 67                  | Sarah Fisher         | Sarah Fisher Racing             | 0:41.1679           |
| 20 | 34                  | Jaime Câmara (R)     | Conquest Racing                 | 0:41.2077           |
| 21 | 06                  | Graham Rahal (R)     | Newman/Haas/Lanigan Racing      | 0:41.2590           |
| 22 | 41                  | Jeff Simmons         | A. J. Foyt Enterprises          | 0:41.4925           |
| 23 | 02                  | Justin Wilson (R)    | Newman/Haas/Lanigan Racing      | 0:41.9069           |
| 24 | 25                  | Marty Roth           | Roth Racing                     | 0:42.1168           |
| 25 | 98                  | Roger Yasukawa       | CURB/Agajanian/Beck Motorsports | 0:42.3831           |
| 26 | 19                  | Mario Moraes (R)     | Dale Coyne Racing               | 0:47.0991           |
| 27 | 17T                 | Ryan Hunter-Reay     | Rahal Letterman Racing          | 1:23.7011           |
| 28 | 33                  | E. J. Viso (R)       | HVM Racing                      | 1:24.9641           |
| 29 | 23                  | Milka Duno           | Dreyer & Reinbold Racing        | 1:46.7764           |

- (R) - Rookie

### Treinos - 15 de maio
| Treino - 15 de maio | Treino - 15 de maio | Treino - 15 de maio  | Treino - 15 de maio             | Treino - 15 de maio |
| Pos | Nº                  | Piloto               | Equipe                          | Tempo               |
| --- | ------------------- | -------------------- | ------------------------------- | ------------------- |
| 1 | 6                   | Ryan Briscoe         | Team Penske                     | 0:40.2311           |
| 2 | 3                   | Hélio Castroneves    | Team Penske                     | 0:40.3075           |
| 3 | 9                   | Scott Dixon          | Chip Ganassi Racing             | 0:40.3241           |
| 4 | 11                  | Tony Kanaan          | Andretti-Green Racing           | 0:40.3805           |
| 5 | 12                  | Tomas Scheckter      | Luczo Dragon Racing             | 0:40.3942           |
| \| Ver tabela completa (6ª-35ª posição) \| Ver tabela completa (6ª-35ª posição) \| Ver tabela completa (6ª-35ª posição) \| Ver tabela completa (6ª-35ª posição) \| Ver tabela completa (6ª-35ª posição) \| \| Pos \| Nº \| Piloto \| Equipe \| Tempo \| \| ------------------------------------ \| ------------------------------------ \| ------------------------------------ \| ------------------------------------ \| ------------------------------------ \| \| 6 \| 8 \| Will Power (R) \| KV Racing Technology \| 0:40.4210 \| \| 7 \| 24 \| John Andretti \| Roth Racing \| 0:40.4542 \| \| 8 \| 27 \| Hideki Mutoh \| Andretti-Green Racing \| 0:40.4657 \| \| 9 \| 10 \| Dan Wheldon \| Chip Ganassi Racing \| 0:40.4716 \| \| 10 \| 18 \| Bruno Junqueira \| Dale Coyne Racing \| 0:40.4852 \| \| 11 \| 15 \| Buddy Rice \| Dreyer & Reinbold Racing \| 0:40.4946 \| \| 12 \| 33 \| E. J. Viso (R) \| HVM Racing \| 0:40.5209 \| \| 13 \| 26 \| Marco Andretti \| Andretti-Green Racing \| 0:40.5680 \| \| 14 \| 4T \| Vitor Meira \| Panther Racing \| 0:40.5839 \| \| 15 \| 41 \| Jeff Simmons \| A. J. Foyt Enterprises \| 0:40.6559 \| \| 16 \| 16 \| Alex Lloyd (R) \| Rahal Letterman Racing \| 0:40.6735 \| \| 17 \| 02 \| Justin Wilson (R) \| Newman/Haas/Lanigan Racing \| 0:40.6760 \| \| 18 \| 7 \| Danica Patrick \| Andretti-Green Racing \| 0:40.7003 \| \| 19 \| 20T \| Ed Carpenter \| Vision Racing \| 0:40.7387 \| \| 20 \| 99 \| Townsend Bell \| Dreyer & Reinbold Racing \| 0:40.7507 \| \| 21 \| 06 \| Graham Rahal (R) \| Newman/Haas/Lanigan Racing \| 0:40.7543 \| \| 22 \| 19 \| Mario Moraes (R) \| Dale Coyne Racing \| 0:40.7632 \| \| 23 \| 5 \| Oriol Servià (R) \| KV Racing Technology \| 0:40.7739 \| \| 24 \| 14 \| Darren Manning \| A. J. Foyt Enterprises \| 0:40.7751 \| \| 25 \| 36 \| Enrique Bernoldi (R) \| Conquest Racing \| 0:40.8018 \| \| 26 \| 23 \| Milka Duno \| Dreyer & Reinbold Racing \| 0:40.8318 \| \| 27 \| 22 \| Davey Hamilton \| Vision Racing \| 0:40.8737 \| \| 28 \| 96 \| Mario Dominguez (R) \| Pacific Coast Motorsports \| 0:40.9223 \| \| 29 \| 44 \| Max Papis \| Rubicon Race Team \| 0:40.9239 \| \| 30 \| 25 \| Marty Roth \| Roth Racing \| 0:40.9772 \| \| 31 \| 67 \| Sarah Fisher \| Sarah Fisher Racing \| 0:40.9890 \| \| 32 \| 2 \| A. J. Foyt IV \| Vision Racing \| 0:41.0004 \| \| 33 \| 34 \| Jaime Câmara (R) \| Conquest Racing \| 0:41.0494 \| \| 34 \| 17T \| Ryan Hunter-Reay \| Rahal Letterman Racing \| 0:41.2087 \| \| 35 \| 98 \| Roger Yasukawa \| CURB/Agajanian/Beck Motorsports \| 0:41.3813 \| |                     |                      |                                 |                     |
| Relatório[ligação inativa] |                     |                      |                                 |                     |
| Ver tabela completa (6ª-35ª posição) |                     |                      |                                 |                     |
| Pos | Nº                  | Piloto               | Equipe                          | Tempo               |
| 6 | 8                   | Will Power (R)       | KV Racing Technology            | 0:40.4210           |
| 7 | 24                  | John Andretti        | Roth Racing                     | 0:40.4542           |
| 8 | 27                  | Hideki Mutoh         | Andretti-Green Racing           | 0:40.4657           |
| 9 | 10                  | Dan Wheldon          | Chip Ganassi Racing             | 0:40.4716           |
| 10 | 18                  | Bruno Junqueira      | Dale Coyne Racing               | 0:40.4852           |
| 11 | 15                  | Buddy Rice           | Dreyer & Reinbold Racing        | 0:40.4946           |
| 12 | 33                  | E. J. Viso (R)       | HVM Racing                      | 0:40.5209           |
| 13 | 26                  | Marco Andretti       | Andretti-Green Racing           | 0:40.5680           |
| 14 | 4T                  | Vitor Meira          | Panther Racing                  | 0:40.5839           |
| 15 | 41                  | Jeff Simmons         | A. J. Foyt Enterprises          | 0:40.6559           |
| 16 | 16                  | Alex Lloyd (R)       | Rahal Letterman Racing          | 0:40.6735           |
| 17 | 02                  | Justin Wilson (R)    | Newman/Haas/Lanigan Racing      | 0:40.6760           |
| 18 | 7                   | Danica Patrick       | Andretti-Green Racing           | 0:40.7003           |
| 19 | 20T                 | Ed Carpenter         | Vision Racing                   | 0:40.7387           |
| 20 | 99                  | Townsend Bell        | Dreyer & Reinbold Racing        | 0:40.7507           |
| 21 | 06                  | Graham Rahal (R)     | Newman/Haas/Lanigan Racing      | 0:40.7543           |
| 22 | 19                  | Mario Moraes (R)     | Dale Coyne Racing               | 0:40.7632           |
| 23 | 5                   | Oriol Servià (R)     | KV Racing Technology            | 0:40.7739           |
| 24 | 14                  | Darren Manning       | A. J. Foyt Enterprises          | 0:40.7751           |
| 25 | 36                  | Enrique Bernoldi (R) | Conquest Racing                 | 0:40.8018           |
| 26 | 23                  | Milka Duno           | Dreyer & Reinbold Racing        | 0:40.8318           |
| 27 | 22                  | Davey Hamilton       | Vision Racing                   | 0:40.8737           |
| 28 | 96                  | Mario Dominguez (R)  | Pacific Coast Motorsports       | 0:40.9223           |
| 29 | 44                  | Max Papis            | Rubicon Race Team               | 0:40.9239           |
| 30 | 25                  | Marty Roth           | Roth Racing                     | 0:40.9772           |
| 31 | 67                  | Sarah Fisher         | Sarah Fisher Racing             | 0:40.9890           |
| 32 | 2                   | A. J. Foyt IV        | Vision Racing                   | 0:41.0004           |
| 33 | 34                  | Jaime Câmara (R)     | Conquest Racing                 | 0:41.0494           |
| 34 | 17T                 | Ryan Hunter-Reay     | Rahal Letterman Racing          | 0:41.2087           |
| 35 | 98                  | Roger Yasukawa       | CURB/Agajanian/Beck Motorsports | 0:41.3813           |

- (R) - Rookie

### Treinos - 16 de maio
| Treino - 16 de maio | Treino - 16 de maio | Treino - 16 de maio  | Treino - 16 de maio             | Treino - 16 de maio |
| Pos | Nº                  | Piloto               | Equipe                          | Tempo               |
| --- | ------------------- | -------------------- | ------------------------------- | ------------------- |
| 1 | 9                   | Scott Dixon          | Chip Ganassi Racing             | 0:40.2301           |
| 2 | 3T                  | Hélio Castroneves    | Team Penske                     | 0:40.2845           |
| 3 | 6T                  | Ryan Briscoe         | Team Penske                     | 0:40.2916           |
| 4 | 8                   | Will Power (R)       | KV Racing Technology            | 0:40.3516           |
| 5 | 06                  | Graham Rahal (R)     | Newman/Haas/Lanigan Racing      | 0:40.3661           |
| \| Ver tabela completa (6ª-36ª posição) \| Ver tabela completa (6ª-36ª posição) \| Ver tabela completa (6ª-36ª posição) \| Ver tabela completa (6ª-36ª posição) \| Ver tabela completa (6ª-36ª posição) \| \| Pos \| Nº \| Piloto \| Equipe \| Tempo \| \| Pos \| Nº \| Piloto \| Equipe \| Tempo \| \| ------------------------------------ \| ------------------------------------ \| ------------------------------------ \| ------------------------------------ \| ------------------------------------ \| \| 6 \| 24 \| John Andretti \| Roth Racing \| 0:40.3841 \| \| 7 \| 26 \| Marco Andretti \| Andretti-Green Racing \| 0:40.4015 \| \| 8 \| 10 \| Dan Wheldon \| Chip Ganassi Racing \| 0:40.4168 \| \| 9 \| 5 \| Oriol Servià (R) \| KV Racing Technology \| 0:40.4575 \| \| 10 \| 7 \| Danica Patrick \| Andretti-Green Racing \| 0:40.4699 \| \| 11 \| 18 \| Bruno Junqueira \| Dale Coyne Racing \| 0:40.5219 \| \| 12 \| 15 \| Buddy Rice \| Dreyer & Reinbold Racing \| 0:40.5554 \| \| 13 \| 99 \| Townsend Bell \| Dreyer & Reinbold Racing \| 0:40.5667 \| \| 14 \| 11 \| Tony Kanaan \| Andretti-Green Racing \| 0:40.6079 \| \| 15 \| 16 \| Alex Lloyd (R) \| Rahal Letterman Racing \| 0:40.6251 \| \| 16 \| 19 \| Mario Moraes (R) \| Dale Coyne Racing \| 0:40.6366 \| \| 17 \| 67 \| Sarah Fisher \| Sarah Fisher Racing \| 0:40.7155 \| \| 18 \| 27 \| Hideki Mutoh \| Andretti-Green Racing \| 0:40.7465 \| \| 19 \| 4T \| Vitor Meira \| Panther Racing \| 0:40.7690 \| \| 20 \| 20 \| Ed Carpenter \| Vision Racing \| 0:40.7746 \| \| 21 \| 14 \| Darren Manning \| A. J. Foyt Enterprises \| 0:40.8533 \| \| 22 \| 36 \| Enrique Bernoldi (R) \| Conquest Racing \| 0:40.8539 \| \| 23 \| 22 \| Davey Hamilton \| Vision Racing \| 0:40.8645 \| \| 24 \| 41 \| Jeff Simmons \| A. J. Foyt Enterprises \| 0:40.8885 \| \| 25 \| 12 \| Tomas Scheckter \| Luczo Dragon Racing \| 0:40.9079 \| \| 26 \| 44 \| Max Papis \| Rubicon Race Team \| 0:40.9168 \| \| 27 \| 2 \| A. J. Foyt IV \| Vision Racing \| 0:40.9261 \| \| 28 \| 23 \| Milka Duno \| Dreyer & Reinbold Racing \| 0:40.9290 \| \| 29 \| 02 \| Justin Wilson (R) \| Newman/Haas/Lanigan Racing \| 0:40.9444 \| \| 30 \| 98 \| Roger Yasukawa \| CURB/Agajanian/Beck Motorsports \| 0:40.9944 \| \| 31 \| 96 \| Mario Dominguez (R) \| Pacific Coast Motorsports \| 0:41.0596 \| \| 32 \| 25 \| Marty Roth \| Roth Racing \| 0:41.1050 \| \| 33 \| 34 \| Jaime Câmara (R) \| Conquest Racing \| 0:41.1238 \| \| 34 \| 17T \| Ryan Hunter-Reay \| Rahal Letterman Racing \| 0:41.1649 \| \| 35 \| 91 \| Buddy Lazier \| Hemelgarn Johnson Racing \| 0:41.5911 \| \| 36 \| 33 \| E. J. Viso (R) \| HVM Racing \| 0:50.5897 \| |                     |                      |                                 |                     |
| Relatório[ligação inativa] |                     |                      |                                 |                     |
| Ver tabela completa (6ª-36ª posição) |                     |                      |                                 |                     |
| Pos | Nº                  | Piloto               | Equipe                          | Tempo               |
| Pos | Nº                  | Piloto               | Equipe                          | Tempo               |
| 6 | 24                  | John Andretti        | Roth Racing                     | 0:40.3841           |
| 7 | 26                  | Marco Andretti       | Andretti-Green Racing           | 0:40.4015           |
| 8 | 10                  | Dan Wheldon          | Chip Ganassi Racing             | 0:40.4168           |
| 9 | 5                   | Oriol Servià (R)     | KV Racing Technology            | 0:40.4575           |
| 10 | 7                   | Danica Patrick       | Andretti-Green Racing           | 0:40.4699           |
| 11 | 18                  | Bruno Junqueira      | Dale Coyne Racing               | 0:40.5219           |
| 12 | 15                  | Buddy Rice           | Dreyer & Reinbold Racing        | 0:40.5554           |
| 13 | 99                  | Townsend Bell        | Dreyer & Reinbold Racing        | 0:40.5667           |
| 14 | 11                  | Tony Kanaan          | Andretti-Green Racing           | 0:40.6079           |
| 15 | 16                  | Alex Lloyd (R)       | Rahal Letterman Racing          | 0:40.6251           |
| 16 | 19                  | Mario Moraes (R)     | Dale Coyne Racing               | 0:40.6366           |
| 17 | 67                  | Sarah Fisher         | Sarah Fisher Racing             | 0:40.7155           |
| 18 | 27                  | Hideki Mutoh         | Andretti-Green Racing           | 0:40.7465           |
| 19 | 4T                  | Vitor Meira          | Panther Racing                  | 0:40.7690           |
| 20 | 20                  | Ed Carpenter         | Vision Racing                   | 0:40.7746           |
| 21 | 14                  | Darren Manning       | A. J. Foyt Enterprises          | 0:40.8533           |
| 22 | 36                  | Enrique Bernoldi (R) | Conquest Racing                 | 0:40.8539           |
| 23 | 22                  | Davey Hamilton       | Vision Racing                   | 0:40.8645           |
| 24 | 41                  | Jeff Simmons         | A. J. Foyt Enterprises          | 0:40.8885           |
| 25 | 12                  | Tomas Scheckter      | Luczo Dragon Racing             | 0:40.9079           |
| 26 | 44                  | Max Papis            | Rubicon Race Team               | 0:40.9168           |
| 27 | 2                   | A. J. Foyt IV        | Vision Racing                   | 0:40.9261           |
| 28 | 23                  | Milka Duno           | Dreyer & Reinbold Racing        | 0:40.9290           |
| 29 | 02                  | Justin Wilson (R)    | Newman/Haas/Lanigan Racing      | 0:40.9444           |
| 30 | 98                  | Roger Yasukawa       | CURB/Agajanian/Beck Motorsports | 0:40.9944           |
| 31 | 96                  | Mario Dominguez (R)  | Pacific Coast Motorsports       | 0:41.0596           |
| 32 | 25                  | Marty Roth           | Roth Racing                     | 0:41.1050           |
| 33 | 34                  | Jaime Câmara (R)     | Conquest Racing                 | 0:41.1238           |
| 34 | 17T                 | Ryan Hunter-Reay     | Rahal Letterman Racing          | 0:41.1649           |
| 35 | 91                  | Buddy Lazier         | Hemelgarn Johnson Racing        | 0:41.5911           |
| 36 | 33                  | E. J. Viso (R)       | HVM Racing                      | 0:50.5897           |

- (R) - Rookie

### Treinos - 17 de maio
| Treino - 17 de maio | Treino - 17 de maio | Treino - 17 de maio  | Treino - 17 de maio             | Treino - 17 de maio |
| Pos | Nº                  | Piloto               | Equipe                          | Tempo               |
| --- | ------------------- | -------------------- | ------------------------------- | ------------------- |
| 1 | 24                  | John Andretti        | Roth Racing                     | 0:40.1738           |
| 2 | 18                  | Bruno Junqueira      | Dale Coyne Racing               | 0:40.2355           |
| 3 | 22                  | Davey Hamilton       | Vision Racing                   | 0:40.2436           |
| 4 | 15                  | Buddy Rice           | Dreyer & Reinbold Racing        | 0:40.2546           |
| 5 | 99                  | Townsend Bell        | Dreyer & Reinbold Racing        | 0:40.2687           |
| \| Ver tabela completa (6ª-37ª posição) \| Ver tabela completa (6ª-37ª posição) \| Ver tabela completa (6ª-37ª posição) \| Ver tabela completa (6ª-37ª posição) \| Ver tabela completa (6ª-37ª posição) \| \| Pos \| Nº \| Piloto \| Equipe \| Tempo \| \| ------------------------------------ \| ------------------------------------ \| ------------------------------------ \| ------------------------------------ \| ------------------------------------ \| \| 6 \| 06 \| Graham Rahal (R) \| Newman/Haas/Lanigan Racing \| 0:40.2793 \| \| 7 \| 02 \| Justin Wilson (R) \| Newman/Haas/Lanigan Racing \| 0:40.3302 \| \| 8 \| 41 \| Jeff Simmons \| A. J. Foyt Enterprises \| 0:40.3777 \| \| 9 \| 14 \| Darren Manning \| A. J. Foyt Enterprises \| 0:40.4087 \| \| 10 \| 19 \| Mario Moraes (R) \| Dale Coyne Racing \| 0:40.4299 \| \| 11 \| 5 \| Oriol Servià (R) \| KV Racing Technology \| 0:40.4633 \| \| 12 \| 16 \| Alex Lloyd (R) \| Rahal Letterman Racing \| 0:40.4823 \| \| 13 \| 25 \| Marty Roth \| Roth Racing \| 0:40.5176 \| \| 14 \| 8 \| Will Power (R) \| KV Racing Technology \| 0:40.5260 \| \| 15 \| 3T \| Hélio Castroneves \| Team Penske \| 0:40.5518 \| \| 16 \| 9 \| Scott Dixon \| Chip Ganassi Racing \| 0:40.5681 \| \| 17 \| 17T \| Ryan Hunter-Reay \| Rahal Letterman Racing \| 0:40.5762 \| \| 18 \| 67 \| Sarah Fisher \| Sarah Fisher Racing \| 0:40.5806 \| \| 19 \| 26 \| Marco Andretti \| Andretti-Green Racing \| 0:40.5854 \| \| 20 \| 44 \| Max Papis \| Rubicon Race Team \| 0:40.6633 \| \| 21 \| 11 \| Tony Kanaan \| Andretti-Green Racing \| 0:40.6712 \| \| 22 \| 10 \| Dan Wheldon \| Chip Ganassi Racing \| 0:40.7000 \| \| 23 \| 7 \| Danica Patrick \| Andretti-Green Racing \| 0:40.7068 \| \| 24 \| 33 \| E. J. Viso (R) \| HVM Racing \| 0:40.7143 \| \| 25 \| 2 \| A. J. Foyt IV \| Vision Racing \| 0:40.7291 \| \| 26 \| 23 \| Milka Duno \| Dreyer & Reinbold Racing \| 0:40.7516 \| \| 27 \| 98 \| Roger Yasukawa \| CURB/Agajanian/Beck Motorsports \| 0:40.8245 \| \| 28 \| 20 \| Ed Carpenter \| Vision Racing \| 0:40.9124 \| \| 29 \| 6T \| Ryan Briscoe \| Team Penske \| 0:40.9191 \| \| 30 \| 36 \| Enrique Bernoldi (R) \| Conquest Racing \| 0:40.9193 \| \| 31 \| 34 \| Jaime Câmara (R) \| Conquest Racing \| 0:41.1238 \| \| 32 \| 91 \| Buddy Lazier \| Hemelgarn Johnson Racing \| 0:41.0512 \| \| 33 \| 12 \| Tomas Scheckter \| Luczo Dragon Racing \| 0:41.0635 \| \| 34 \| 96 \| Mario Dominguez (R) \| Pacific Coast Motorsports \| 0:41.0915 \| \| 35 \| 4T \| Vitor Meira \| Panther Racing \| 0:41.1130 \| \| 36 \| 21 \| Phil Giebler \| American Dream Motorsports \| 0:41.2209 \| \| 37 \| 27 \| Hideki Mutoh \| Andretti-Green Racing \| 0:41.7851 \| |                     |                      |                                 |                     |
| Relatório[ligação inativa] |                     |                      |                                 |                     |
| Ver tabela completa (6ª-37ª posição) |                     |                      |                                 |                     |
| Pos | Nº                  | Piloto               | Equipe                          | Tempo               |
| 6 | 06                  | Graham Rahal (R)     | Newman/Haas/Lanigan Racing      | 0:40.2793           |
| 7 | 02                  | Justin Wilson (R)    | Newman/Haas/Lanigan Racing      | 0:40.3302           |
| 8 | 41                  | Jeff Simmons         | A. J. Foyt Enterprises          | 0:40.3777           |
| 9 | 14                  | Darren Manning       | A. J. Foyt Enterprises          | 0:40.4087           |
| 10 | 19                  | Mario Moraes (R)     | Dale Coyne Racing               | 0:40.4299           |
| 11 | 5                   | Oriol Servià (R)     | KV Racing Technology            | 0:40.4633           |
| 12 | 16                  | Alex Lloyd (R)       | Rahal Letterman Racing          | 0:40.4823           |
| 13 | 25                  | Marty Roth           | Roth Racing                     | 0:40.5176           |
| 14 | 8                   | Will Power (R)       | KV Racing Technology            | 0:40.5260           |
| 15 | 3T                  | Hélio Castroneves    | Team Penske                     | 0:40.5518           |
| 16 | 9                   | Scott Dixon          | Chip Ganassi Racing             | 0:40.5681           |
| 17 | 17T                 | Ryan Hunter-Reay     | Rahal Letterman Racing          | 0:40.5762           |
| 18 | 67                  | Sarah Fisher         | Sarah Fisher Racing             | 0:40.5806           |
| 19 | 26                  | Marco Andretti       | Andretti-Green Racing           | 0:40.5854           |
| 20 | 44                  | Max Papis            | Rubicon Race Team               | 0:40.6633           |
| 21 | 11                  | Tony Kanaan          | Andretti-Green Racing           | 0:40.6712           |
| 22 | 10                  | Dan Wheldon          | Chip Ganassi Racing             | 0:40.7000           |
| 23 | 7                   | Danica Patrick       | Andretti-Green Racing           | 0:40.7068           |
| 24 | 33                  | E. J. Viso (R)       | HVM Racing                      | 0:40.7143           |
| 25 | 2                   | A. J. Foyt IV        | Vision Racing                   | 0:40.7291           |
| 26 | 23                  | Milka Duno           | Dreyer & Reinbold Racing        | 0:40.7516           |
| 27 | 98                  | Roger Yasukawa       | CURB/Agajanian/Beck Motorsports | 0:40.8245           |
| 28 | 20                  | Ed Carpenter         | Vision Racing                   | 0:40.9124           |
| 29 | 6T                  | Ryan Briscoe         | Team Penske                     | 0:40.9191           |
| 30 | 36                  | Enrique Bernoldi (R) | Conquest Racing                 | 0:40.9193           |
| 31 | 34                  | Jaime Câmara (R)     | Conquest Racing                 | 0:41.1238           |
| 32 | 91                  | Buddy Lazier         | Hemelgarn Johnson Racing        | 0:41.0512           |
| 33 | 12                  | Tomas Scheckter      | Luczo Dragon Racing             | 0:41.0635           |
| 34 | 96                  | Mario Dominguez (R)  | Pacific Coast Motorsports       | 0:41.0915           |
| 35 | 4T                  | Vitor Meira          | Panther Racing                  | 0:41.1130           |
| 36 | 21                  | Phil Giebler         | American Dream Motorsports      | 0:41.2209           |
| 37 | 27                  | Hideki Mutoh         | Andretti-Green Racing           | 0:41.7851           |

- (R) - Rookie

### Treinos - 18 de maio
| Treino - 18 de maio | Treino - 18 de maio | Treino - 18 de maio  | Treino - 18 de maio             | Treino - 18 de maio |
| Pos | Nº                  | Piloto               | Equipe                          | Tempo               |
| --- | ------------------- | -------------------- | ------------------------------- | ------------------- |
| 1 | 9                   | Scott Dixon          | Chip Ganassi Racing             | 0:40.6295           |
| 2 | 10                  | Dan Wheldon          | Chip Ganassi Racing             | 0:40.7880           |
| 3 | 06                  | Graham Rahal (R)     | Newman/Haas/Lanigan Racing      | 0:40.7928           |
| 4 | 24                  | John Andretti        | Roth Racing                     | 0:40.9397           |
| 5 | 96                  | Mario Dominguez (R)  | Pacific Coast Motorsports       | 0:40.9501           |
| \| Ver tabela completa (6ª-32ª posição) \| Ver tabela completa (6ª-32ª posição) \| Ver tabela completa (6ª-32ª posição) \| Ver tabela completa (6ª-32ª posição) \| Ver tabela completa (6ª-32ª posição) \| \| Pos \| Nº \| Piloto \| Equipe \| Tempo \| \| ------------------------------------ \| ------------------------------------ \| ------------------------------------ \| ------------------------------------ \| ------------------------------------ \| \| 6 \| 98 \| Roger Yasukawa \| CURB/Agajanian/Beck Motorsports \| 0:41.0118 \| \| 7 \| 20 \| Ed Carpenter \| Vision Racing \| 0:41.0147 \| \| 8 \| 2 \| A. J. Foyt IV \| Vision Racing \| 0:41.0188 \| \| 9 \| 91 \| Buddy Lazier \| Hemelgarn Johnson Racing \| 0:41.0264 \| \| 10 \| 15 \| Buddy Rice \| Dreyer & Reinbold Racing \| 0:41.0420 \| \| 11 \| 25 \| Marty Roth \| Roth Racing \| 0:41.0489 \| \| 12 \| 02 \| Justin Wilson (R) \| Newman/Haas/Lanigan Racing \| 0:41.0555 \| \| 13 \| 41 \| Jeff Simmons \| A. J. Foyt Enterprises \| 0:41.1662 \| \| 14 \| 27 \| Tony Kanaan \| Andretti-Green Racing \| 0:41.1748 \| \| 15 \| 18 \| Bruno Junqueira \| Dale Coyne Racing \| 0:41.1783 \| \| 16 \| 8 \| Will Power (R) \| KV Racing Technology \| 0:41.1950 \| \| 17 \| 27 \| Hideki Mutoh \| Andretti-Green Racing \| 0:41.2375 \| \| 18 \| 22 \| Davey Hamilton \| Vision Racing \| 0:41.2429 \| \| 19 \| 14 \| Darren Manning \| A. J. Foyt Enterprises \| 0:41.2715 \| \| 20 \| 5 \| Oriol Servià (R) \| KV Racing Technology \| 0:41.2915 \| \| 21 \| 99 \| Townsend Bell \| Dreyer & Reinbold Racing \| 0:41.3187 \| \| 22 \| 6 \| Ryan Briscoe \| Team Penske \| 0:41.4067 \| \| 23 \| 33 \| E. J. Viso (R) \| HVM Racing \| 0:41.4209 \| \| 24 \| 36 \| Enrique Bernoldi (R) \| Conquest Racing \| 0:41.5570 \| \| 25 \| 44 \| Max Papis \| Rubicon Race Team \| 0:41.5941 \| \| 26 \| 19 \| Mario Moraes (R) \| Dale Coyne Racing \| 0:41.6644 \| \| 27 \| 16 \| Alex Lloyd (R) \| Rahal Letterman Racing \| 0:41.8720 \| \| 28 \| 34 \| Jaime Câmara (R) \| Conquest Racing \| 0:41.9359 \| \| 29 \| 67 \| Sarah Fisher \| Sarah Fisher Racing \| 0:41.9609 \| \| 30 \| 23 \| Milka Duno \| Dreyer & Reinbold Racing \| 0:42.0485 \| \| 31 \| 12 \| Tomas Scheckter \| Luczo Dragon Racing \| 1:05.1109 \| \| 32 \| 17T \| Ryan Hunter-Reay \| Rahal Letterman Racing \| 1:20.3541 \| |                     |                      |                                 |                     |
| Relatório[ligação inativa] |                     |                      |                                 |                     |
| Ver tabela completa (6ª-32ª posição) |                     |                      |                                 |                     |
| Pos | Nº                  | Piloto               | Equipe                          | Tempo               |
| 6 | 98                  | Roger Yasukawa       | CURB/Agajanian/Beck Motorsports | 0:41.0118           |
| 7 | 20                  | Ed Carpenter         | Vision Racing                   | 0:41.0147           |
| 8 | 2                   | A. J. Foyt IV        | Vision Racing                   | 0:41.0188           |
| 9 | 91                  | Buddy Lazier         | Hemelgarn Johnson Racing        | 0:41.0264           |
| 10 | 15                  | Buddy Rice           | Dreyer & Reinbold Racing        | 0:41.0420           |
| 11 | 25                  | Marty Roth           | Roth Racing                     | 0:41.0489           |
| 12 | 02                  | Justin Wilson (R)    | Newman/Haas/Lanigan Racing      | 0:41.0555           |
| 13 | 41                  | Jeff Simmons         | A. J. Foyt Enterprises          | 0:41.1662           |
| 14 | 27                  | Tony Kanaan          | Andretti-Green Racing           | 0:41.1748           |
| 15 | 18                  | Bruno Junqueira      | Dale Coyne Racing               | 0:41.1783           |
| 16 | 8                   | Will Power (R)       | KV Racing Technology            | 0:41.1950           |
| 17 | 27                  | Hideki Mutoh         | Andretti-Green Racing           | 0:41.2375           |
| 18 | 22                  | Davey Hamilton       | Vision Racing                   | 0:41.2429           |
| 19 | 14                  | Darren Manning       | A. J. Foyt Enterprises          | 0:41.2715           |
| 20 | 5                   | Oriol Servià (R)     | KV Racing Technology            | 0:41.2915           |
| 21 | 99                  | Townsend Bell        | Dreyer & Reinbold Racing        | 0:41.3187           |
| 22 | 6                   | Ryan Briscoe         | Team Penske                     | 0:41.4067           |
| 23 | 33                  | E. J. Viso (R)       | HVM Racing                      | 0:41.4209           |
| 24 | 36                  | Enrique Bernoldi (R) | Conquest Racing                 | 0:41.5570           |
| 25 | 44                  | Max Papis            | Rubicon Race Team               | 0:41.5941           |
| 26 | 19                  | Mario Moraes (R)     | Dale Coyne Racing               | 0:41.6644           |
| 27 | 16                  | Alex Lloyd (R)       | Rahal Letterman Racing          | 0:41.8720           |
| 28 | 34                  | Jaime Câmara (R)     | Conquest Racing                 | 0:41.9359           |
| 29 | 67                  | Sarah Fisher         | Sarah Fisher Racing             | 0:41.9609           |
| 30 | 23                  | Milka Duno           | Dreyer & Reinbold Racing        | 0:42.0485           |
| 31 | 12                  | Tomas Scheckter      | Luczo Dragon Racing             | 1:05.1109           |
| 32 | 17T                 | Ryan Hunter-Reay     | Rahal Letterman Racing          | 1:20.3541           |

- (R) - Rookie

## Pole Day

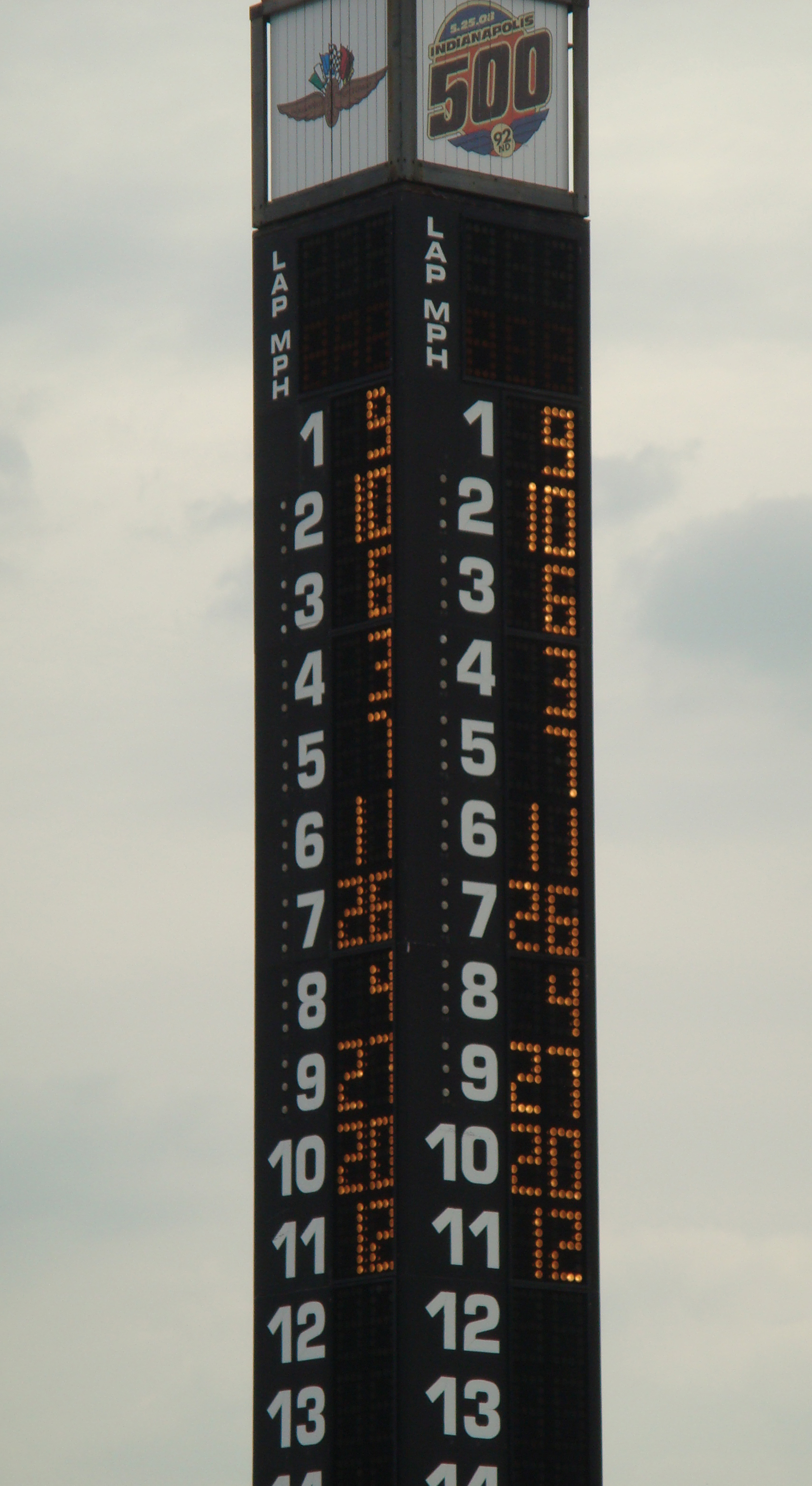
Torre com as posições do Pole Day

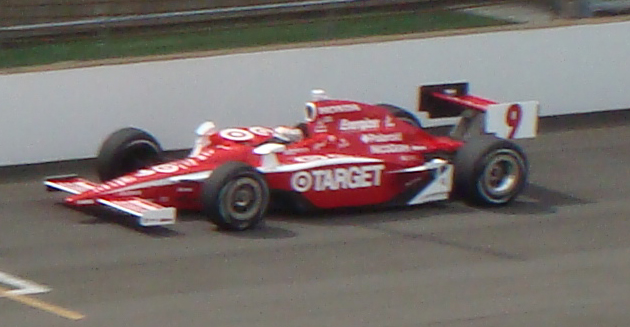
Scott Dixon, pole-position em 2008

A Pole Day é um dos 3 treinos classficatórios para as 500 Milhas de Indianápolis, que decide os pilotos que largaram nas 11 primeiras posições.

### Classificação
| Pole Day - 10 de maio | Pole Day - 10 de maio | Pole Day - 10 de maio | Pole Day - 10 de maio | Pole Day - 10 de maio | Pole Day - 10 de maio | Pole Day - 10 de maio | Pole Day - 10 de maio | Pole Day - 10 de maio |
| Pos                   | Nº                    | Piloto                | Equipe                | Volta 1               | Volta 2               | Volta 3               | Volta 4               | Tempo total           |
| --------------------- | --------------------- | --------------------- | --------------------- | --------------------- | --------------------- | --------------------- | --------------------- | --------------------- |
| 1                     | 9                     | Scott Dixon           | Chip Ganassi Racing   | 39.7180               | 39.7343               | 39.7697               | 39.8128               | 2:39.0348             |
| 2                     | 10                    | Dan Wheldon           | Chip Ganassi Racing   | 39.7583               | 39.7812               | 39.8317               | 39.8431               | 2:39.2143             |
| 3                     | 6                     | Ryan Briscoe          | Team Penske           | 39.7615               | 39.8094               | 39.8279               | 39.8370               | 2:39.2358             |
| 4                     | 3                     | Hélio Castroneves     | Team Penske           | 39.8610               | 39.8453               | 39.8874               | 39.8869               | 2:39.4806             |
| 5                     | 7                     | Danica Patrick        | Andretti-Green Racing | 39.9366               | 39.9547               | 39.9912               | 39.9776               | 2:39.8601             |
| 6                     | 11                    | Tony Kanaan           | Andretti-Green Racing | 39.9429               | 40.1067               | 40.0492               | 40.0475               | 2:40.1463             |
| 7                     | 26                    | Marco Andretti        | Andretti-Green Racing | 40.0735               | 40.1315               | 40.1393               | 40.0712               | 2:40.4155             |
| 8                     | 4T                    | Vitor Meira           | Panther Racing        | 40.1061               | 40.1260               | 40.1179               | 40.1163               | 2:40.4663             |
| 9                     | 27                    | Hideki Mutoh          | Andretti-Green Racing | 40.1803               | 40.1890               | 40.2065               | 40.2194               | 2:40.7952             |
| 10                    | 20                    | Ed Carpenter          | Vision Racing         | 40.1978               | 40.2238               | 40.2229               | 40.1879               | 2:40.8324             |
| 11                    | 12                    | Tomas Scheckter       | Luczo Dragon Racing   | 40.2417               | 40.2660               | 40.2765               | 40.2925               | 2:41.0767             |
| Relatório             |                       |                       |                       |                       |                       |                       |                       |                       |

- (R) - Rookie

## Classificação (12ª-22ª posição)
Esse é o segundo treino de classificação que define o grid para as 500 Milhas de Indianápolis, definindo os pilotos que largarão entre a 12ª e 22ª posição.

### Classificação
A classificação foi cancelada por causa da chuva, e será realizado junto com o último treino de classificação no dia 18 de maio.

## Classificação (23ª-33ª posição)
Esse é o terceiro treino de classificação que define o grid para as 500 Milhas de Indianápolis, definindo os pilotos que largarão entre a 23ª e 33ª posição. Neste ano por causa da chuva, que cancelou o treino classificatório, o treino definirá os pilotos que largarão entre a 12ª e 33ª posição.

### Classificação
| Classificação (23ª-33ª posição) - 17 de maio | Classificação (23ª-33ª posição) - 17 de maio | Classificação (23ª-33ª posição) - 17 de maio | Classificação (23ª-33ª posição) - 17 de maio | Classificação (23ª-33ª posição) - 17 de maio | Classificação (23ª-33ª posição) - 17 de maio | Classificação (23ª-33ª posição) - 17 de maio | Classificação (23ª-33ª posição) - 17 de maio | Classificação (23ª-33ª posição) - 17 de maio | Classificação (23ª-33ª posição) - 17 de maio |
| Pos                                          | PG                                           | Nº                                           | Piloto                                       | Equipe                                       | Volta 1                                      | Volta 2                                      | Volta 3                                      | Volta 4                                      | Tempo total                                  |
| -------------------------------------------- | -------------------------------------------- | -------------------------------------------- | -------------------------------------------- | -------------------------------------------- | -------------------------------------------- | -------------------------------------------- | -------------------------------------------- | -------------------------------------------- | -------------------------------------------- |
| 1                                            | 12                                           | 99                                           | Townsend Bell                                | Dreyer & Reinbold Racing                     | 40.3890                                      | 40.4304                                      | 40.4455                                      | 40.5044                                      | 2:41.7693                                    |
| 2                                            | 13                                           | 06                                           | Graham Rahal (R)                             | Newman/Haas/Lanigan Racing                   | 40.2793                                      | 40.5059                                      | 40.4914                                      | 40.4987                                      | 2:41.7753                                    |
| 3                                            | 14                                           | 14                                           | Darren Manning                               | A. J. Foyt Enterprises                       | 40.4594                                      | 40.4087                                      | 40.4405                                      | 40.5400                                      | 2:41.8486                                    |
| 4                                            | 15                                           | 18                                           | Bruno Junqueira                              | Dale Coyne Racing                            | 40.4589                                      | 40.4805                                      | 40.4905                                      | 40.4915                                      | 2:41.9214                                    |
| 5                                            | 16                                           | 02                                           | Justin Wilson (R)                            | Newman/Haas/Lanigan Racing                   | 40.3302                                      | 40.5086                                      | 40.6307                                      | 40.4981                                      | 2:41.9676                                    |
| 6                                            | 17                                           | 15                                           | Buddy Rice                                   | Dreyer & Reinbold Racing                     | 40.4360                                      | 40.5025                                      | 40.5408                                      | 40.6092                                      | 2:42.0885                                    |
| 7                                            | 18                                           | 22                                           | Davey Hamilton                               | Vision Racing                                | 40.5207                                      | 40.5391                                      | 40.5459                                      | 40.5441                                      | 2:42.1498                                    |
| 8                                            | 19                                           | 16                                           | Alex Lloyd (R)                               | Rahal Letterman Racing                       | 40.6914                                      | 40.5956                                      | 40.5478                                      | 40.4823                                      | 2:42.3171                                    |
| 9                                            | 20                                           | 17                                           | Ryan Hunter-Reay                             | Rahal Letterman Racing                       | 40.6522                                      | 40.5762                                      | 40.6104                                      | 40.6313                                      | 2:42.4701                                    |
| 10                                           | 21                                           | 24                                           | John Andretti                                | Roth Racing                                  | 40.5704                                      | 40.5108                                      | 40.5836                                      | 40.8265                                      | 2:42.4913                                    |
| 11                                           | 22                                           | 67                                           | Sarah Fisher                                 | Sarah Fisher Racing                          | 40.5909                                      | 40.7425                                      | 40.6805                                      | 40.7007                                      | 2:42.7146                                    |
| 12                                           | 23                                           | 8                                            | Will Power (R)                               | KV Racing Technology                         | 40.5691                                      | 40.5679                                      | 40.6864                                      | 40.9722                                      | 2:42.7956                                    |
| 13                                           | 24                                           | 41                                           | Jeff Simmons                                 | A. J. Foyt Enterprises                       | 40.6472                                      | 40.6139                                      | 40.7571                                      | 40.8022                                      | 2:42.8204                                    |
| 14                                           | 25                                           | 5                                            | Oriol Servià (R)                             | KV Racing Technology                         | 40.6675                                      | 40.7146                                      | 40.7784                                      | 40.9077                                      | 2:43.0682                                    |
| 15                                           | 26                                           | 33                                           | E. J. Viso (R)                               | HVM Racing                                   | 40.8425                                      | 40.8477                                      | 40.8347                                      | 40.8471                                      | 2:43.3720                                    |
| 16                                           | 27                                           | 23                                           | Milka Duno                                   | Dreyer & Reinbold Racing                     | 40.9069                                      | 40.7516                                      | 40.8375                                      | 40.9135                                      | 2:43.4095                                    |
| 17                                           | 28                                           | 19                                           | Mario Moraes (R)                             | Dale Coyne Racing                            | 40.7761                                      | 41.3155                                      | 40.8662                                      | 40.8904                                      | 2:43.8482                                    |
| 18                                           | 29                                           | 36                                           | Enrique Bernoldi (R)                         | Conquest Racing                              | 40.9894                                      | 41.0110                                      | 41.0148                                      | 41.0524                                      | 2:44.0676                                    |
| 19                                           | 30                                           | 34                                           | Jaime Câmara (R)                             | Conquest Racing                              | 41.0304                                      | 41.0021                                      | 41.0147                                      | 41.0776                                      | 2:44.1248                                    |
| 20                                           | —                                            | 98                                           | Roger Yasukawa                               | CURB/Agajanian/Beck Motorsports              | 41.2705                                      | 41.2756                                      | 41.2823                                      | 41.3014                                      | 2:45.1298                                    |
| 21                                           | —                                            | 91                                           | Buddy Lazier                                 | Hemelgarn                                    | 41.2211                                      | 41.2896                                      | 41.3317                                      | 41.3416                                      | 2:45.1840                                    |
| 22                                           | —                                            | 25                                           | Marty Roth                                   | Roth Racing                                  | 41.6555                                      | 41.6886                                      | 41.7039                                      | 42.0006                                      | 2:47.0486                                    |
| 23                                           | —                                            | 2                                            | A. J. Foyt IV                                | Vision Racing                                | 40.7291                                      | —                                            | —                                            | —                                            | sem tempo                                    |
| Relatório[ligação inativa]                   |                                              |                                              |                                              |                                              |                                              |                                              |                                              |                                              |                                              |

- (R) - Rookie

## Bump Day
O Bump Day é a última oportunidade dos pilotos que não conseguiram se classifcar para corrida nos 3 treinos classificatórios.

### Classificação
| Bump Day - 18 de maio      | Bump Day - 18 de maio | Bump Day - 18 de maio | Bump Day - 18 de maio | Bump Day - 18 de maio           | Bump Day - 18 de maio | Bump Day - 18 de maio | Bump Day - 18 de maio | Bump Day - 18 de maio | Bump Day - 18 de maio |
| Pos                        | PG                    | Nº                    | Piloto                | Equipe                          | Volta 1               | Volta 2               | Volta 3               | Volta 4               | Tempo total           |
| -------------------------- | --------------------- | --------------------- | --------------------- | ------------------------------- | --------------------- | --------------------- | --------------------- | --------------------- | --------------------- |
| 1                          | 31                    | 2                     | A. J. Foyt IV         | Vision Racing                   | 41.0624               | 41.0188               | 41.0828               | 41.0818               | 2:44.2458             |
| 2                          | 32                    | 91                    | Buddy Lazier          | Hemelgarn Racing                | 41.0534               | 41.0264               | 41.0923               | 41.1999               | 2:44.3720             |
| 3                          | 33                    | 25                    | Marty Roth            | Roth Racing                     | 41.0584               | 41.0855               | 41.2168               | 41.0489               | 2:44.4096             |
| 4                          | —                     | 96                    | Mario Dominguez (R)   | Pacific Coast Motorsports       | 41.1127               | 41.1812               | 41.1843               | 41.1910               | 2:44.6692             |
| 5                          | —                     | 98                    | Roger Yasukawa        | CURB/Agajanian/Beck Motorsports | 41.1157               | 41.1626               | 41.2236               | 41.2136               | 2:44.7155             |
| —                          | —                     | 44                    | Max Papis             | Rubicon Race Team               | —                     | —                     | —                     | —                     | sem tempo             |
| —                          | —                     | 88                    | Phil Giebler          | American Dream Motorsports      | —                     | —                     | —                     | —                     | sem tempo             |
| Relatório[ligação inativa] |                       |                       |                       |                                 |                       |                       |                       |                       |                       |

- (R) - Rookie

## Grid
| Fila      | Por dentro | Por dentro        | Pelo meio | Pelo meio            | Por fora | Por fora         |
| --------- | ---------- | ----------------- | --------- | -------------------- | -------- | ---------------- |
| 1         | 9          | Scott Dixon       | 10        | Dan Wheldon          | 6        | Ryan Briscoe     |
| 2         | 3          | Hélio Castroneves | 7         | Danica Patrick       | 11       | Tony Kanaan      |
| 3         | 26         | Marco Andretti    | 4T        | Vitor Meira          | 27       | Hideki Mutoh     |
| 4         | 20         | Ed Carpenter      | 12        | Tomas Scheckter      | 99       | Townsend Bell    |
| 5         | 06         | Graham Rahal (R)  | 14        | Darren Manning       | 18       | Bruno Junqueira  |
| 6         | 02         | Justin Wilson (R) | 15        | Buddy Rice           | 22       | Davey Hamilton   |
| 7         | 16         | Alex Lloyd (R)    | 17        | Ryan Hunter-Reay     | 24       | John Andretti    |
| 8         | 67         | Sarah Fisher      | 8         | Will Power (R)       | 41       | Jeff Simmons     |
| 9         | 5          | Oriol Servià (R)  | 33        | E. J. Viso (R)       | 23       | Milka Duno       |
| 10        | 19         | Mario Moraes (R)  | 36        | Enrique Bernoldi (R) | 34       | Jaime Câmara (R) |
| 11        | 2          | A. J. Foyt IV     | 91        | Buddy Lazier         | 25       | Marty Roth       |
| Relatório |            |                   |           |                      |          |                  |

- (R) - Rookie

## Corrida
| Corrida - 29 de março      | Corrida - 29 de março | Corrida - 29 de março | Corrida - 29 de março      | Corrida - 29 de março | Corrida - 29 de março | Corrida - 29 de março | Corrida - 29 de março | Corrida - 29 de março |
| Pos                        | Nº                    | Piloto                | Equipe                     | Voltas                | Tempo                 | Largada               | Voltas na Liderança   | Pontos                |
| -------------------------- | --------------------- | --------------------- | -------------------------- | --------------------- | --------------------- | --------------------- | --------------------- | --------------------- |
| 1                          | 9                     | Scott Dixon           | Chip Ganassi Racing        | 200                   | +3:28:57.6792         | 1                     | 115                   | 53                    |
| 2                          | 4                     | Vitor Meira           | Panther Racing             | 200                   | +17.498               | 8                     | 12                    | 40                    |
| 3                          | 26                    | Marco Andretti        | Andretti-Green Racing      | 200                   | +23.197               | 7                     | 15                    | 35                    |
| 4                          | 3                     | Hélio Castroneves     | Team Penske                | 200                   | +62.619               | 4                     | 0                     | 32                    |
| 5                          | 20                    | Ed Carpenter          | Vision Racing              | 200                   | +65.505               | 10                    | 3                     | 30                    |
| 6                          | 17                    | Ryan Hunter-Reay      | Rahal Letterman Racing     | 200                   | +69.894               | 20                    | 0                     | 28                    |
| 7                          | 27                    | Hideki Mutoh          | Andretti-Green Racing      | 200                   | +78.768               | 9                     | 0                     | 26                    |
| 8                          | 15                    | Buddy Rice            | Dreyer & Reinbold Racing   | 200                   | +88.798               | 17                    | 8                     | 24                    |
| 9                          | 14                    | Darren Manning        | A. J. Foyt Enterprises     | 200                   | +92.019               | 14                    | 0                     | 22                    |
| 10                         | 99                    | Townsend Bell         | Dreyer & Reinbold Racing   | 200                   | +94.567               | 12                    | 0                     | 20                    |
| 11                         | 5                     | Oriol Servià (R)      | KV Racing Technology       | 200                   | +224.966              | 25                    | 0                     | 19                    |
| 12                         | 10                    | Dan Wheldon           | Chip Ganassi Racing        | 200                   | +307.090              | 2                     | 30                    | 18                    |
| 13                         | 8                     | Will Power (R)        | KV Racing Technology       | 200                   | +316.666              | 23                    | 0                     | 17                    |
| 14                         | 22                    | Davey Hamilton        | Vision Racing              | 200                   | +320.084              | 22                    | 0                     | 16                    |
| 15                         | 36                    | Enrique Bernoldi (R)  | Conquest Racing            | 200                   | +321.075              | 29                    | 0                     | 15                    |
| 16                         | 24                    | John Andretti         | Roth Racing                | 199                   | +1 volta              | 21                    | 0                     | 14                    |
| 17                         | 91                    | Buddy Lazier          | Hemelgarn Johnson Racing   | 195                   | +5 voltas             | 32                    | 0                     | 13                    |
| 18                         | 19                    | Mario Moraes (R)      | Dale Coyne Racing          | 194                   | +6 voltas             | 28                    | 3                     | 12                    |
| 19                         | 23                    | Milka Duno            | Dreyer & Reinbold Racing   | 185                   | +15 voltas            | 27                    | 0                     | 12                    |
| 20                         | 18                    | Bruno Junqueira       | Dale Coyne Racing          | 184                   | +16 voltas            | 15                    | 2                     | 12                    |
| 21                         | 2                     | A. J. Foyt IV         | Vision Racing              | 180                   | +20 voltas            | 31                    | 0                     | 12                    |
| 22                         | 7                     | Danica Patrick        | Andretti-Green Racing      | 171                   | Contato               | 5                     | 0                     | 12                    |
| 23                         | 6                     | Ryan Briscoe          | Team Penske                | 171                   | Contato               | 6                     | 0                     | 12                    |
| 24                         | 12                    | Tomas Scheckter       | Luczo Dragon Racing        | 156                   | Mecânico              | 11                    | 0                     | 12                    |
| 25                         | 16                    | Alex Lloyd (R)        | Rahal Letterman Racing     | 151                   | Contato               | 19                    | 0                     | 10                    |
| 26                         | 33                    | E. J. Viso (R)        | HVM Racing                 | 139                   | Mecânico              | 26                    | 0                     | 10                    |
| 27                         | 2                     | Justin Wilson (R)     | Newman/Haas/Lanigan Racing | 132                   | Contato               | 16                    | 0                     | 10                    |
| 28                         | 41                    | Jeff Simmons          | A. J. Foyt Enterprises     | 112                   | Contato               | 24                    | 0                     | 10                    |
| 29                         | 11                    | Tony Kanaan           | Andretti-Green Racing      | 105                   | Contato               | 6                     | 12                    | 10                    |
| 30                         | 67                    | Sarah Fisher          | Sarah Fisher Racing        | 103                   | Contato               | 22                    | 0                     | 10                    |
| 31                         | 34                    | Jaime Câmara (R)      | Conquest Racing            | 79                    | Contato               | 30                    | 0                     | 10                    |
| 32                         | 25                    | Marty Roth            | Roth Racing                | 59                    | Contato               | 33                    | 0                     | 10                    |
| 33                         | 6                     | Graham Rahal (R)      | Newman/Haas/Lanigan Racing | 36                    | Contato               | 13                    | 0                     | 10                    |
| Relatório[ligação inativa] |                       |                       |                            |                       |                       |                       |                       |                       |

- (R) - Rookie